# Alberto Caprara
Alberto Caprara, né le 26 novembre 1627 à Bologne et mort dans cette même ville le 20 décembre 1691, est un diplomate et écrivain italien, gentilhomme de la chambre de l’empereur Léopold.

## Biographie
Alberto Caprara naquit à Bologne le 26 novembre 1627. Frère cadet du cardinal Alessandro Caprara, il entra au service de l’Autriche en 1675. Il prit part aux négociations qui amenèrent le traité de Nimègue en 1678 et fut envoyé deux fois ambassadeur extraordinaire à la Porte en 1682 et 1685. Sa première ambassade à Constantinople n’eut aucun succès. Il était chargé de renouveler la trêve signée à Vasvár en 1664 ; mais la Porte éleva si haut ses prétentions (entre autres conditions était celle d’un tribut annuel de 50 000 florins), que le comte Caprara ne put rien obtenir. Le grand vizir Kara Mustafa le renvoya à Bude, et vint mettre le siège devant Vienne. Giovanni Benaglia, qui avait été secrétaire des chiffres dans l’ambassade de Constantinople, publia une Relazione del viaggio fatto a Costantinopoli, e ritorno in Germania dell’illustr. conte Alberto Caprara, per trattare la continuazione della Tregua, Bologne, 1684, in-12. Cette relation fut traduite en allemand, Francfort, 1687, in-8°.
Alberto Caprara mourut à Bologne le 20 décembre 1691. Il était membre de l’Accademia dei Gelati.

## Œuvres
On a du comte Alberto Caprara diverses traductions :
- Seneca, della Clemenza, Lyon, 1664, in-4° ;
- Seneca, della Colera, parafrasi, Bologne, 1666, in-12 ;
- Seneca, della Brevità de la vita, parafrasi, Bologne, 1684, in-12 ;
- l’Uso delle passioni, traduit du français du P. Jean-François Senault, Bologne, 1662, in-8° ;
- Il Disinganno, ovvero il pastore della notte felice, traduit de l’espagnol, Venise, 1681, in-12 ;
- Li precetti del matrimonio da Plutarco dati a Polliano, ed Euridice, Rome, 1684, , in-8°.

Alberto Caprara composa aussi plusieurs opuscules et pièces de circonstance qu’on peut voir dans la Biblioteca volante de Giovanni Cinelli Calvoli.